# Coupe d'Europe du 10 000 mètres 2019
La Coupe d’Europe du 10 000 m a lieu à Londres, au Royaume-Uni, le samedi 6 juillet 2019, pour la 2e année consécutive.
Chez les hommes, elle est remportée par l’Italie qui obtient aussi le titre individuel avec Yemaneberhan Crippa.

## Médaillés
| Épreuve     | Or                                                                              | Argent                                                                  | Bronze                                                                 |
| ----------- | ------------------------------------------------------------------------------- | ----------------------------------------------------------------------- | ---------------------------------------------------------------------- |
| Individuel  |                                                                                 |                                                                         |                                                                        |
| Hommes      | Yemaneberhan Crippa 27 min 49 s 79 (SB)                                         | Amanal Petros 27 min 52 s 25 (PB)                                       | Ben Connor 27 min 57 s 60 (PB)                                         |
| Femmes      | Stephanie Twell 31 min 08 s 13 (EL, PB)                                         | Lonah Chemtai Salpeter 31 min 15 s 78 (NR)                              | Eilish McColgan 31 min 16 s 76 (PB)                                    |
| Par équipes |                                                                                 |                                                                         |                                                                        |
| Hommes      | Italie Yemaneberhan Crippa Lorenzo Dini Said El Otmani 1 h 24 min 25 s 02       | Grande-Bretagne Ben Connor Nick Goolab Matthew Leach 1 h 24 min 55 s 33 | Allemagne Amanal Petros Sebastian Hendel Simon Boch 1 h 25 min 12 s 89 |
| Femmes      | Grande-Bretagne Eilish McColgan Alice Wright Verity Ockenden 1 h 36 min 18 s 80 | Espagne Camela Cardama Nuria Lugueros Maitane Melero 1 h 38 min 07 s 75 | Italie Sara Dossena Isabel Mattuzzi Giovanna Epis 1 h 38 min 13 s 80   |